# Ичиномија
Ичиномија (јап. 一宮市) град је у Јапану у префектури Аичи. Према попису становништва из 2005. у граду је живело 371.446 становника.

## Становништво
Према подацима са пописа, у граду је 2005. године живело 371.446 становника.
| 1995.   | 2000.   | 2005.   |
| ------- | ------- | ------- |
| 353.999 | 362.726 | 371.446 |